# Könyvterjesztés Erdélyben
Könyvterjesztés Erdélyben (1918–2000) A könyv útját a szerzőtől a kiadón át az olvasóhoz minden korszakban az adott történelmi körülmények, valamint gazdasági-társadalmi feltételek szabták meg. A megjelent művek jelentős részben eleinte Erdélyben is az ún. "német rendszer" (bizományi) vagy a 19. század elejétől divatossá vált előfizetésgyűjtő rendszer útján jutottak el az olvasóhoz, s ez a rendszer még a 20. század elején is döntő módon befolyásolta az Erdélyben megjelenő művek terjesztését.

## 1918 után
Nyugati mintára több nagy magyar kiadóvállalat is kiépítette a maga könyvterjesztő hálózatát, s gondoskodott arról, hogy könyvei bizományi rendszerben bizonyos könyvüzletekbe eljussanak, ugyanakkor könyvterjesztő ügynökök egész hadseregét foglalkoztatva.
1918 után a magyar könyvterjesztést Romániában alapvetően ugyanezek a körülmények határozták meg, több lényeges különbséggel. Itt ugyanis nem voltak nagy kiadók, amelyek a könyvterjesztésre önálló hálózatot vagy ügynökségeket építhettek volna ki. A szerzők maguk toborozták össze a nyomdai költségeik fedezésére elengedhetetlen számú előfizetőt, vagy egy-egy mecénás (így Kemény János a Helikon keretében), ill. az egyházak anyagi támogatását vették igénybe. 
A könyvesboltok olykor – forgalmuk fellendítése vagy az elfekvő könyvkészlet hasznosítása érdekében – kölcsönkönyvtárat is működtettek. Főként az 1920-as évekből több könyvkereskedés alkalmilag vagy kisebb-nagyobb rendszerességgel nyomtatott könyvjegyzékekben tájékoztatta közönségét (Kolozsvárt a Minerva Rt. 1926-ban és 1927-ben általános könyvjegyzéket, 1928 és 1940 között tankönyv- és ifjúsági olvasmányjegyzéket, 1938-ban gazdasági könyvjegyzéket jelentetett meg; Keszey Albert 1923-ban és 1927-ben, Lepage Lajos 1922-ben általános, a dicsőszentmártoni Erzsébet Könyvnyomda pedig 1925-ben tankönyvjegyzéket adott ki). Mások kölcsönkönyvtáruk nyomtatott katalógusával remélték becsalogatni a leendő könyvvásárlókat is (például a kolozsvári Cultura Könyv- és Lapterjesztő vállalat vagy a temesvári Ungár Pál könyv-, papír- és írószerkereskedés).
1918 után a Románián kívüli magyar könyvek forgalmazása számos nehézségbe ütközött. 1922 augusztusáig és azután is több ízben az állam előzetes cenzúrához kötötte a magyarországi megjelenésű művek behozatalát, s az engedélyezés vagy tiltás többnyire az uralmon egymást váltó politikai pártok érdekharcainak függvénye volt. Ilyen meggondolásokból adtak ki terjesztési engedélyeket könyvkereskedő cégeknek (például a nagyváradi Sonnenfeld Rt.-nek, a kolozsvári Lepage-nak), magánszemélyeknek (így Franyó Zoltánnak), vagy vonták vissza tőlük.
E körülmények ellenére is az 1920-as évektől a romániai magyarságnak a könyvterjesztés terén is sikerült nem pusztán a megjelenő művek forgalmazását, hanem bizonyos művelődéspolitikai célok érvényesítését is lehetővé tenni. Az ESZC pl. amatőr sorozatot készíttetett (minőségi kiállításban, számozott, névre szóló ex librisszel), s ennek bevételéből tudta fedezni egy lényegesen olcsóbb, fűzött sorozat költségeinek egy részét, azzal a céllal, hogy e könyvek "egyszerű kiadása olcsón kerüljön a szegényebb sorsú, de olvasmányaiban éppoly igényes olvasó kezébe" (Kovács László). Társadalmi jellegű könyvterjesztési akció eredményeként jutott el sok száz iskolásgyermek kezébe az Erdélyi Irodalmi Társaság és a dicsőszentmártoni Erzsébet Könyvnyomda közös kiadásában Petőfi Sándor összes költeményeinek centenáriumi kiadása (1923), s ugyancsak társadalmi akcióvá terebélyesedett a brassói ÁGISZ könyvsorozatának, a Hasznos Könyvtárnak a terjesztése is.
Másfajta könyvterjesztési rendszert honosított meg a Minerva Rt., amikor a Magyar Nép c. lappal karöltve vállalta a háború előtti évtizedben létrehozott, de jórészt széthullott népkönyvtárhálózat újraszervezését. Népkönyvtári könyvsorozatukra egyrészt kedvező vásárlási feltételeket biztosítottak az újonnan szerveződő könyvtáraknak, másrészt könyv- és pénzadományokkal segítették az anyagilag rászoruló könyvtári egységeket a sorozat (1940-ig 63 kötet) megszerzésében.
A könyvterjesztésre is gondja volt néhány nagyobb napilapnak és folyóiratnak (Brassói Lapok, Ifjú Erdély, Katolikus Világ, Pásztortűz, Temesvári Hírlap, Ellenzék és mások), amelyek saját kiadásukban – és belső szerkesztői erők bevonásával – könyvsorozatok megjelentetésére vállalkoztak, s azok népszerűsítését, terjesztését hasábjaikon is végezték.
Kihatással voltak a könyvterjesztésre az író és olvasó közötti kapcsolatokat személyessé tevő irodalmi estek, felolvasó körutak is (az Erdélyi Helikon, EMÍR, Erdélyi Irodalmi Társaság, Erdélyi Szemle, Pásztortűz íróinak vidéki rendezvényei), annál is inkább, mert ezekből nőtt ki Erdélyben is ama könyvnapok rendezése, ahol a könyvterjesztés és az író-olvasó találkozók kapcsolódtak össze szerencsésen. Könyvnapok kezdeményezésére Magyarországon már az 1920-as évek végén sor került (a kezdeményezők közt Móricz Zsigmond nevét említhetjük, az 1933-tól miniszteri rendelettel létjogosultságot nyert akciók színvonalának emeléséhez pedig olyanok járultak hozzá, mint Benedek Marcell, Féja Géza, Kodolányi János, Nagy Lajos, Szekfű Gyula, Veres Péter), s 1934-ben már az erdélyi magyar könyv is megjelent ezeken a rendezvényeken.

## 1940–1948 között
Könyvnapok megrendezésére Erdélyben 1940 után értek meg az idők, amikor a különböző városokban felállított könyvsátrakban az ESZC írói mellett olyanok dedikálták műveiket, mint Féja Géza, Móricz Zsigmond, Németh László. Ez a könyvnapi alkalom vált aztán teljesebbé és telítődött új tartalommal 1945 és 1948 között, amikor a könyvnapi sátrakban egymás mellett dedikáltak a Bolyai Tudományegyetem, a Józsa Béla Athenaeum, a Móricz Zsigmond Kollégium, az Erdélyi Tudományos Intézet, a Lepage könyvkereskedés, a Minerva és a marosvásárhelyi Bolyai Könyvkiadó szerzői, munkatársai, a kiadók pedig kedvezményes könyvnapi áron ajánlották könyveiket az olvasóknak.
Az 1945-ös "első szabad könyvnap" már egy új koncepciót jelzett, melynek jelszava: "a könyv, a tudás nem kevesek kiváltsága, hanem mindenki tulajdona"; ez az elv párosult a könyvterjesztésben is 1947 után az új rendszer politikai és ideológiai célkitűzéseivel, amelyek meghatározóvá válnak. A Művelődésügyi Minisztérium (később Művelődés- és Művészetügyi Állami Bizottság, majd Szocialista Művelődési és Nevelési Tanács) keretében külön a könyvterjesztéssel megbízott szerv (Könyvközpont) létesült; ez s az alája rendelt tartományi (később megyei) Könyvterjesztő Vállalatok juttatták el a hazai állami kiadók által kibocsátott évi tervfüzetekben meghirdetett, ill. a román-magyar kultúrcsere-egyezmény részét képező közös könyvkiadási megállapodás keretében megjelent (vagy importált) könyveket könyvesbolthálózatukon keresztül az olvasóknak, közületeknek, iskoláknak, üzemi vagy intézményi könyvtáraknak.

## 1948 után
A Könyvközpontnak és az egész hálózatnak 1948-tól kizárólagosan meghatározó szerepe volt a romániai magyar könyvek példányszáma és területi elosztása tekintetében, s nagyobb távon, rendelőként, választékuk kialakításában is. A Könyvközpontnak alárendelten, de önálló terjesztő hálózattal működött a szövetkezeti könyvterjesztő, amelynek hatáskörébe a falusi jellegű települések könyvellátása tartozott. Ezeken kívül hosszú időn át önálló terjesztő szervek útján látták el magukat könyvvel a párt- és társadalmi szervezetek (így a szakszervezet, nőtanács, román-szovjet baráti társaság, vöröskereszt), ebben a hálózatban azonban csak a politikai nevelést és egészségügyi felvilágosítást szolgáló művek (a párt-, szakszervezeti és ifjúsági szervezeti politikai tanfolyamok anyagai, egészségügyi brosúrák) kerültek elosztásra.
A romániai könyvterjesztés e hálózatainak peremén helyezkedtek el a megyei (régebben tartományi) hatáskörű szervek (ilyen a Népi Alkotások Háza) kiadványai, továbbá bizonyos művelődési intézmények (így a színházak), folyóiratok, irodalmi társaságok, iskolák saját kiadványai. E művek terjesztésére – gyakran csak megyei (tartományi) körön belül – maguk a kiadók vagy a lapterjesztés hálózatának egységei vállalkoztak. Mindezeken kívül esik az egyházak kiadásában megjelent könyvek terjesztése.
1948 óta ugyancsak a központi és a megyei (tartományi) művelődési szervek hatáskörébe tartozik a könyvnapok, könyvhetek megrendezése. Többszörös változás után országos rendezvényeket tartottak évente februárban a mezőgazdasági, májusban az ipari könyvhónap, októberben pedig a "Román Könyvdekád" keretében.
Ilyenkor költők, prózaírók, szakértők tucatjait ismerhették meg az olvasók, s ezek a rendezvények a szervezésben részt vállaló Könyvterjesztő Vállalatok számára nemegyszer zárultak számottevő anyagi sikerrel. Sor kerülhetett helyi vagy kiadói kezdeményezéssel kiadói könyvnapokra is. Így Kolozsváron 1970 óta – több-kevesebb magyar szerzőjüket is felvonultatva – megrendezik a Dacia Könyvkiadó Napját; a Kriterion Könyvkiadónak ugyanitt 1975 és 1979 között szintén sikerült könyvnapot (eleinte könyvnapokat) rendeznie, s nagy érdeklődést kiváltó találkozókat tartott – többnyire több szerzőt, ill. művet egyszerre felvonultatva – Bukarestben és számos vidéki városban. Az 1980-as évek közepétől az ilyen rendezvényeket már csak az országos könyvnapokba beleolvadva szervezhették meg, zártabb közönség-keretben, előzetes jóváhagyás során politikai szempontból megválogatva a részt vevő szerzőket, sőt a kiadók képviselőit is.

## Könyvet postán
A könyvterjesztés keretében sajátos helyet vívott ki magának a "Könyvet postán" hálózat, elsősorban a népszerű "Tőzsér-posta", amelyet még 1968-ban a gyergyószentmiklósi Szövetkezeti Könyvhálózat keretében Tőzsér József hozott létre és működtetett az 1970-es évek elejétől Csíkszeredában, a Hargita Megyei Könyvterjesztő Vállalatnál. Ezt a szolgálatot az olvasói igényekre érzékenyen figyelő példányszám-becslés, megbízható adminisztráció jellemezte, s jelentősége nagy volt, főleg könyvkiadásunk ínségesebb éveiben.

## 1989 decembere után
1990-től a könyvterjesztés terén is jelentős változások következtek be. A túlságosan bürokratikus, az olvasói igények változásához képest merev s pénzügyileg rendkívül megkötött állami könyvterjesztő gépezet mellett megalakultak a privatizáció lehetőségeit felhasználó egységek, amelyek egy-egy földrajzi területen kizárólagossági joggal, jórészt a korábbi szinten töltötték be szerepüket. Ugyanekkor nagy számú magánkönyvkereskedő, bizományos, a földrajzilag szabadon maradt vagy elhanyagoltabb területeken (főleg Bihar, Szatmár, Szilágy, Arad, Temes, Hunyad és Szeben megyében) próbálkoznak magyar könyvforgalmazással is, sokszor nagyon szerény tőkelehetőségeikhez kötötten.